# Eryx miliaris
Espèce
Synonymes
- Anguis miliaris Pallas, 1773
- Anguis helluo Pallas, 1814
- Eryx miliaris var. roborowskii Bedriaga, 1906
- Eryx miliaris var. koslowi Bedriaga, 1906
- Eryx miliaris rarus Carevsky, 1916
- Eryx miliaris tritus Carevsky, 1916
- Eryx miliaris incerta Carevsky, 1916
- Eryx tataricus bogdanovi Carevsky, 1916
- Eryx rickmersi Werner, 1930

Statut CITES
Eryx miliaris est une espèce de serpents de la famille des Boidae.

## Répartition
Cette espèce se rencontre :
- en Mongolie ;
- en Chine au Xinjiang, au Gansu, au Ningxia et en Mongolie-Intérieure ;
- au Kazakhstan ;
- en Ouzbékistan ;
- en Afghanistan ;
- en Turkménistan ;
- en Iran ;
- en Russie au Daghestan, en Kalmoukie et dans l'oblast d'Astrakhan.

## Liste des sous-espèces
Selon The Reptile Database (6 août 2011) :
- Eryx miliaris miliaris (Pallas, 1773)
- Eryx miliaris nogaiorum Nikolsky, 1910

## Publication originale
- Pallas, 1771 : Reise durch verschiedene Provinzen des Rußischen Reichs. Gedruckt bey der Kayserlichen Academie der Wissenschaften, St. Pétersbourg, vol. 2, p. 1-744 (texte intégral).